# Церква святого Михаїла Архангела (Зіньків)
Свято-Михайлівська церква у Зінькові — дерев'яна на кам'яному фундаменті церква з дерев'яною дзвіницею; одна з найвиразніших пам'яток подільської дерев'яної церковної архітектури, розташована в селі Зінькові Віньковецького району Хмельницької області.
Церква зі дзвіницею розташовані у мальовничій місцині на пагорбі.

## Опис
Свято-Михайлівська в Зінькові церква є тризрубною триверхою дерев'яною церквою на кам'яному підмурку.
Середній зруб у плані — квадрат з обтятими кутами, таким чином має вигляд восьмигранника. Зі сходу й заходу до нього прилягають прямокутники вівтаря й бабинця з обтятими зовнішніми кутами. Перший ярус за висотою вдвічі вищий, ніж другий, вивершується спільним для 3-х зрубів заломом, з якого виростають зруби відокремлених трьох верхів. Верх над навою накритий масивнішою й вищою центральною банею. Над банями підносяться ліхтарики й маківки.
В інтер'єрі всі 3 зруби об'єднані в один простір за допомогою арок-вирізів. При основі залому влаштовані стяжки-скоби, вкриті різьбленням. Вони посилюють гру світлотіней вертикальних і похилих площин залому. Вдало знайдене співвідношення між розмірами зрубів і нахилом залому створює ефект висотного розкриття простору, що є однією з прикметних особливостей українського церковного будівництва. Над західним зрубом церкви облаштовано хори. Вівтар на висоті 4,2 м зашитий стелею, яка закриває купол.
Висота до зеніту середнього верху — 14 м, а вся висота з верхом — 19 м. Вертикальне шалювання стін храму в поєднанні з різким злетом бань підкреслює піднесеність споруди вгору. Простота ліній та сумірність об'ємів храму створюють враження монументальності й стрункості будівлі.

## З історії храму
Свято-Михайлівську церкву в Зінькові було побудовано 1769 коштом парафіян.
У XIX столітті до бабинця прибудовано невеликий закритий ґанок зі співмірним з усією спорудою верхом.
Ще донедавна ця сакральна споруда, що через свій статус пам'ятки дерев'яного зодчества, є недіючою, стояла занедбаною, та у 2-й половині 2000-х років було започатковано її реставрацію. Так, на тепер (2010) храмові бані оббиті ґонтом (бляху було знято), поновлені стіни і підмурок. Реставрація здійснюється за державний кошт.

## Галерея

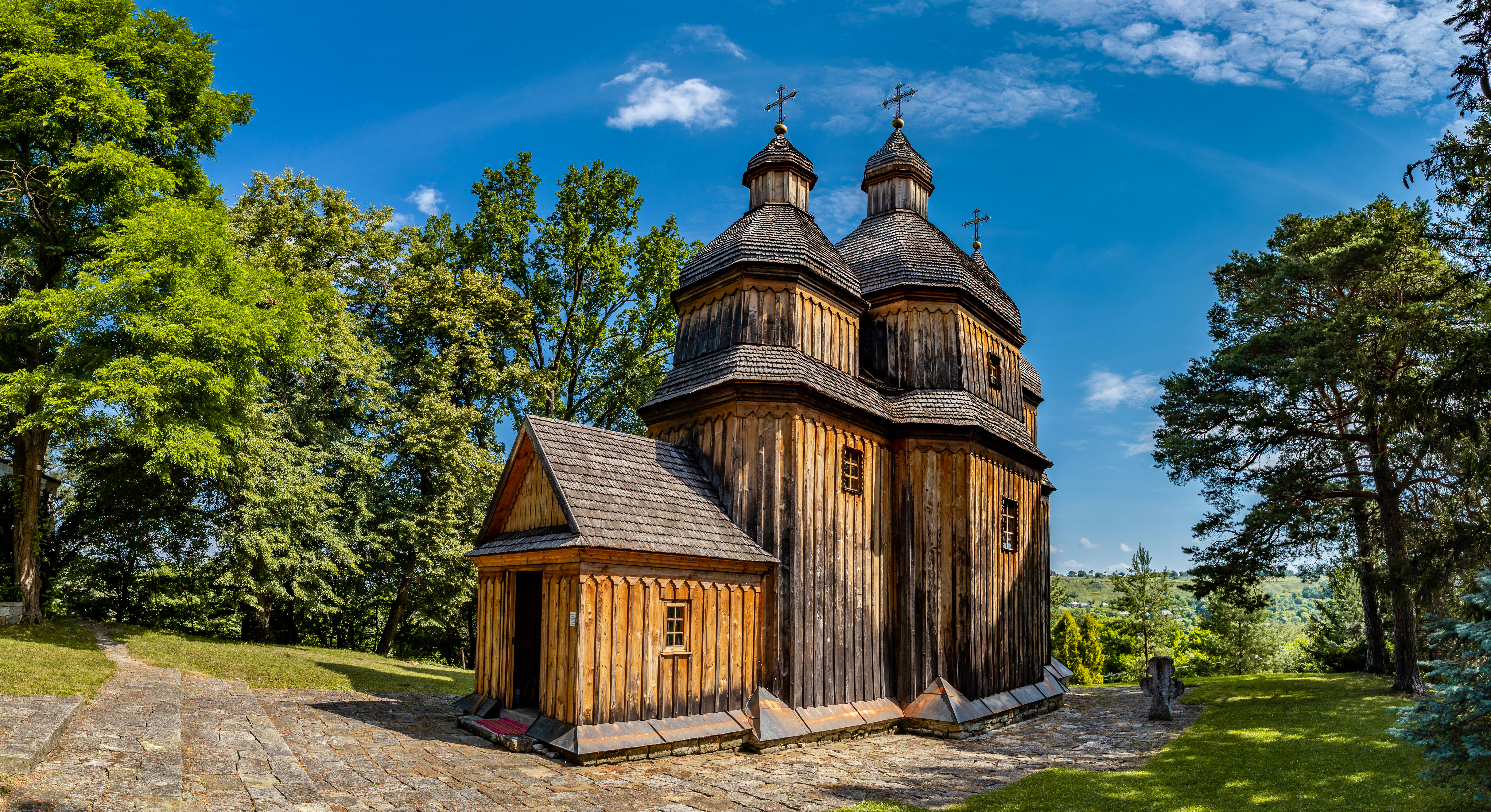
Панорама церква святого Михаїла Архангела
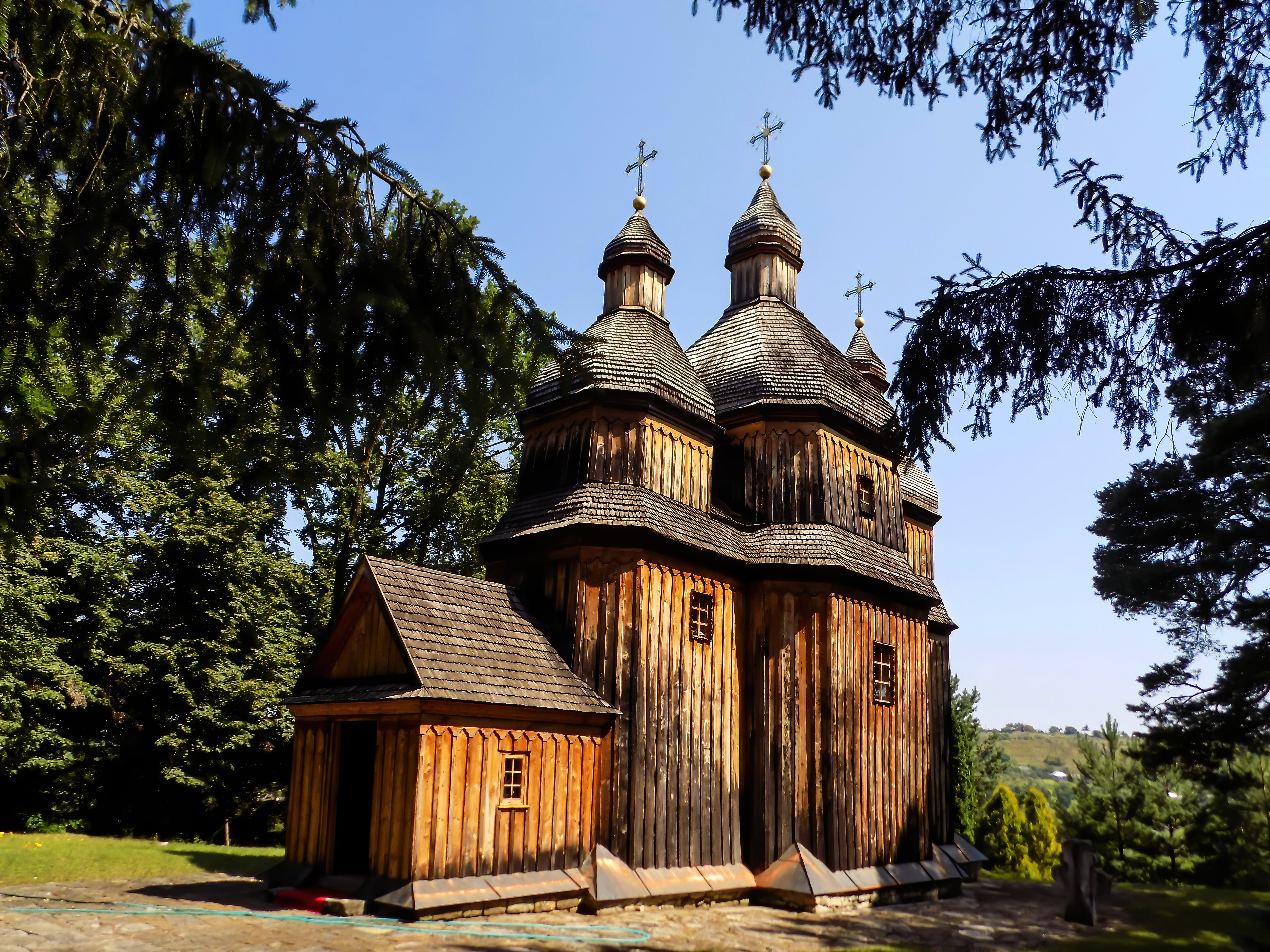
Храм святого Михаїла Архангела
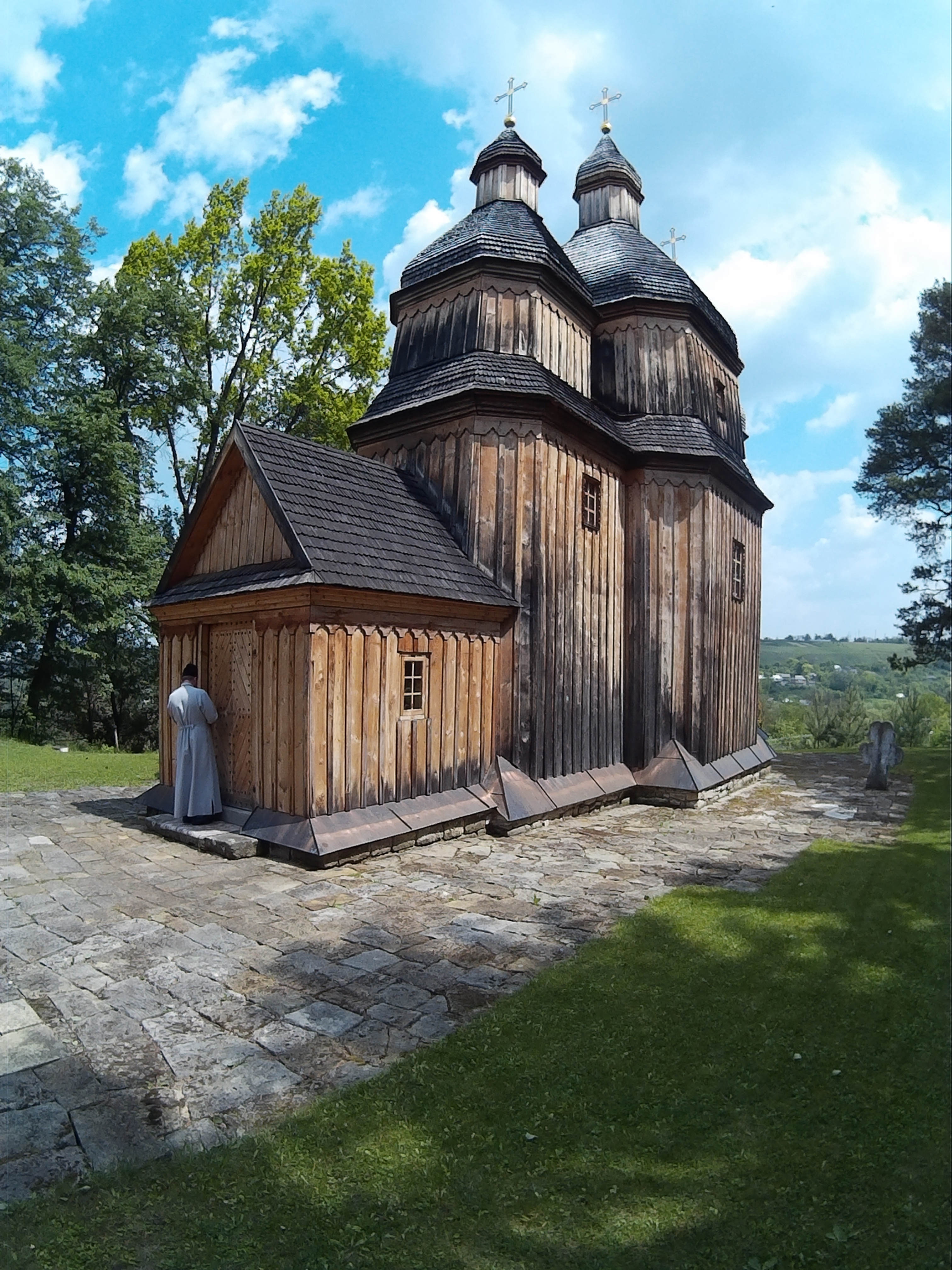
Храм
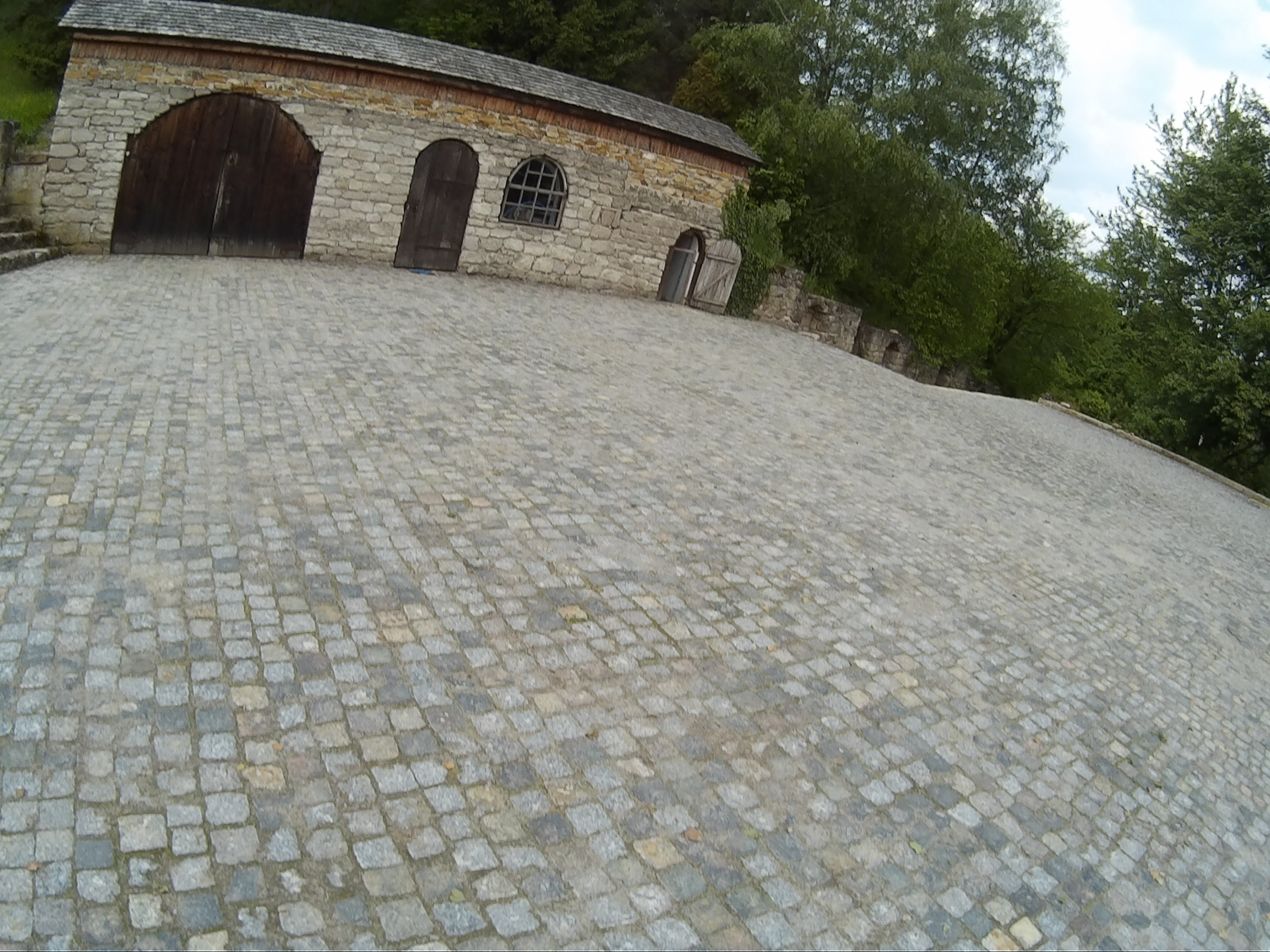
Пплоща перед церквою
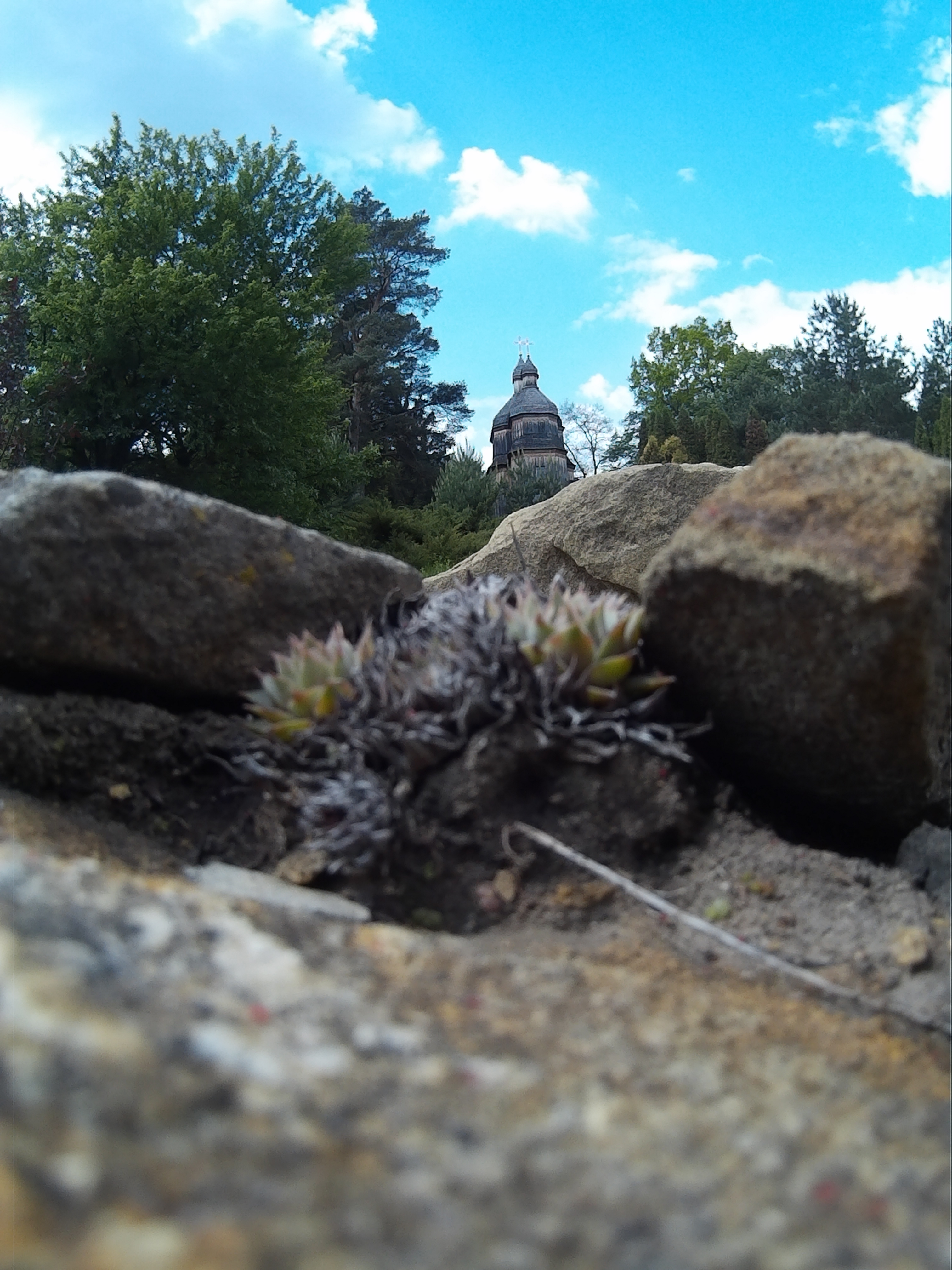
Паркан
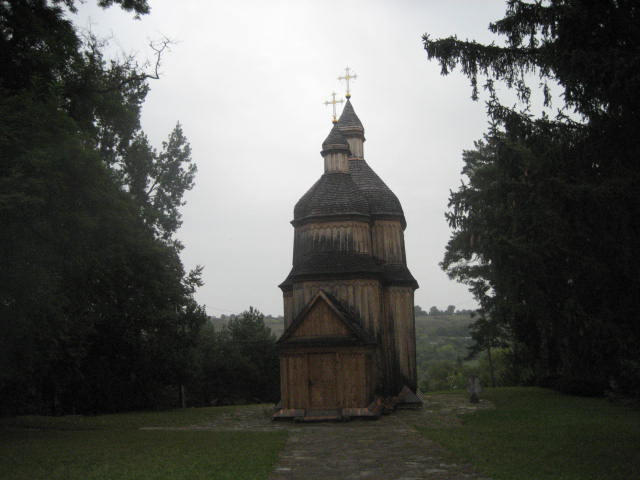
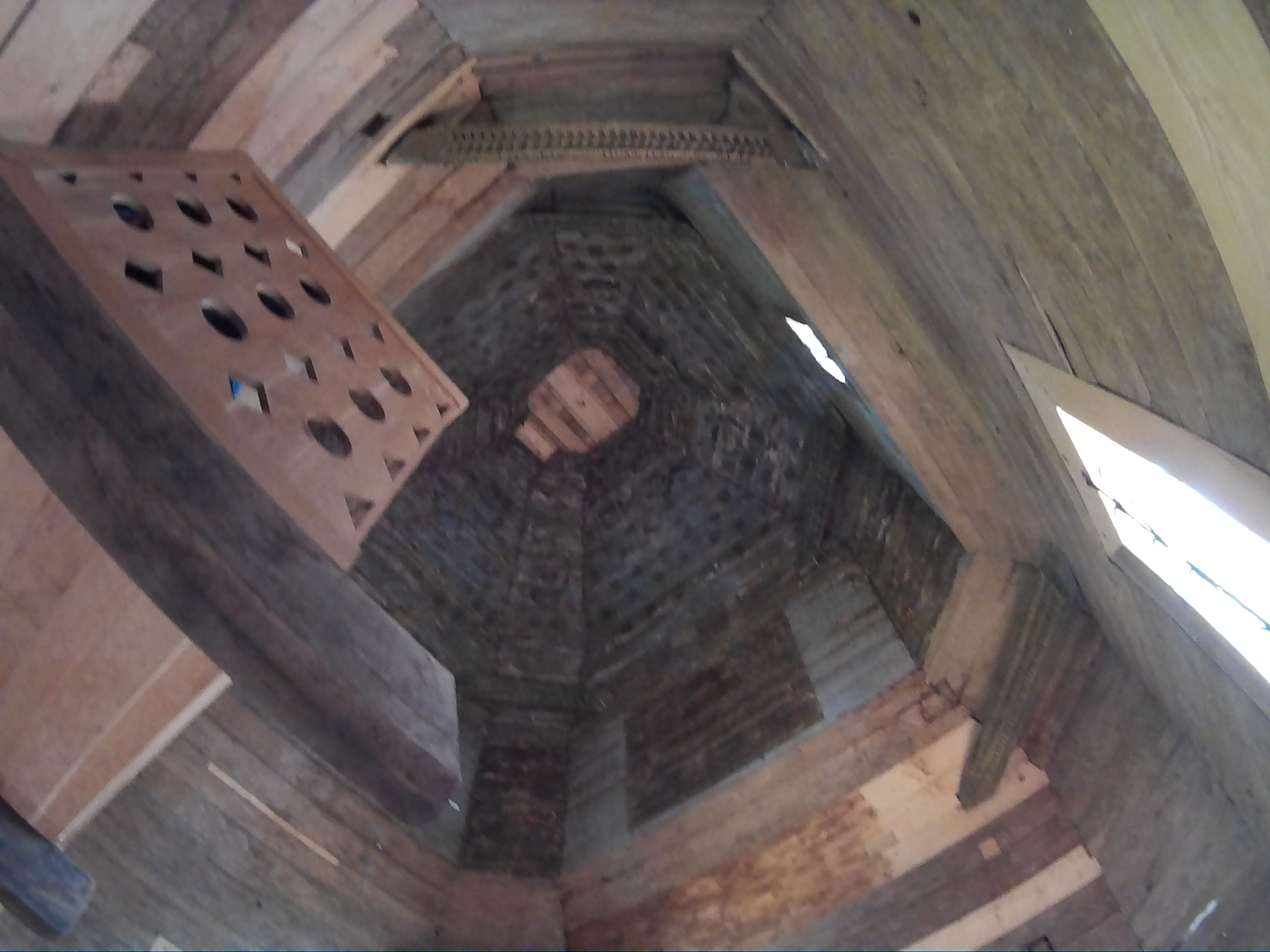
Купол
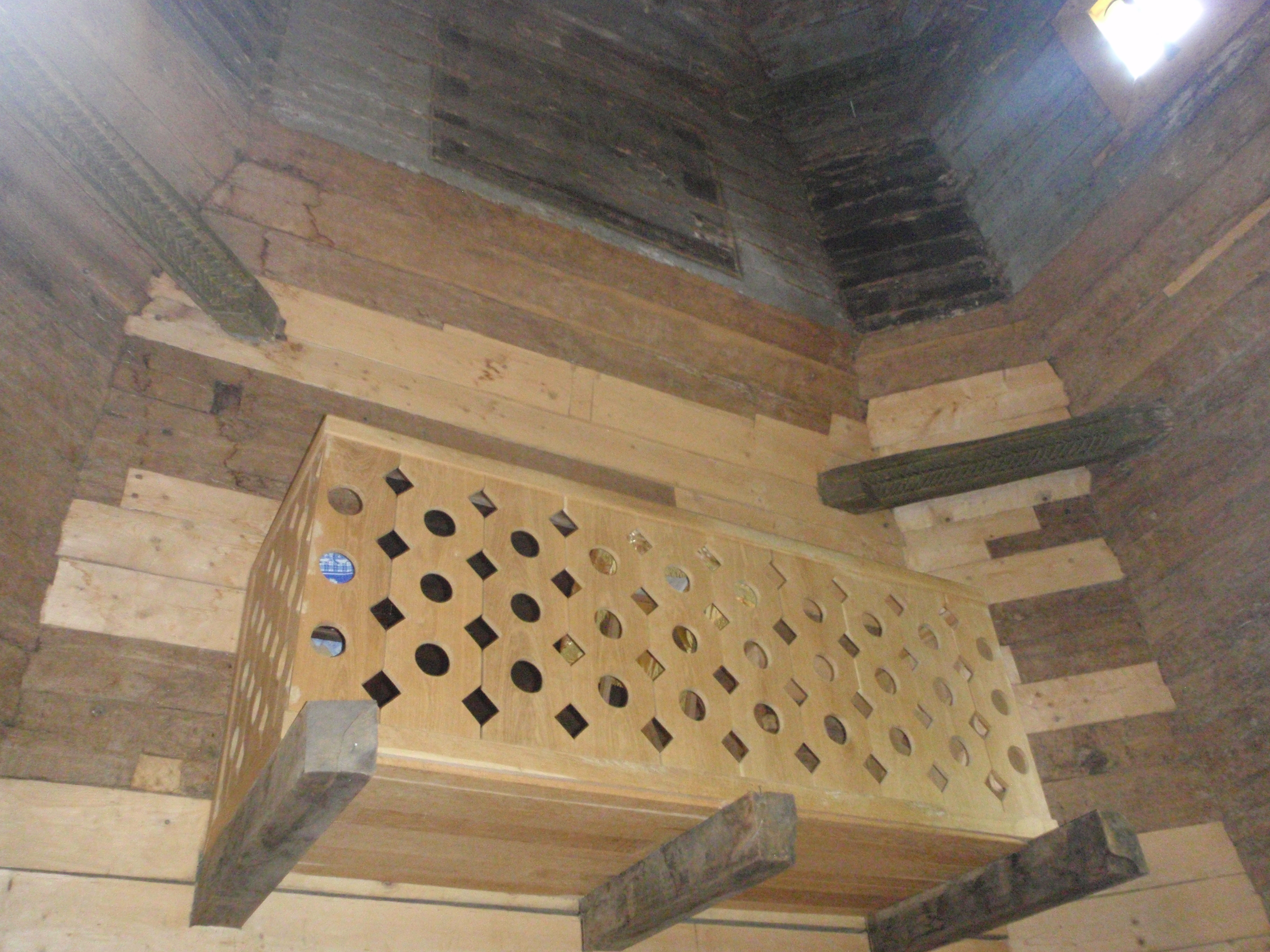
Різьблені хори
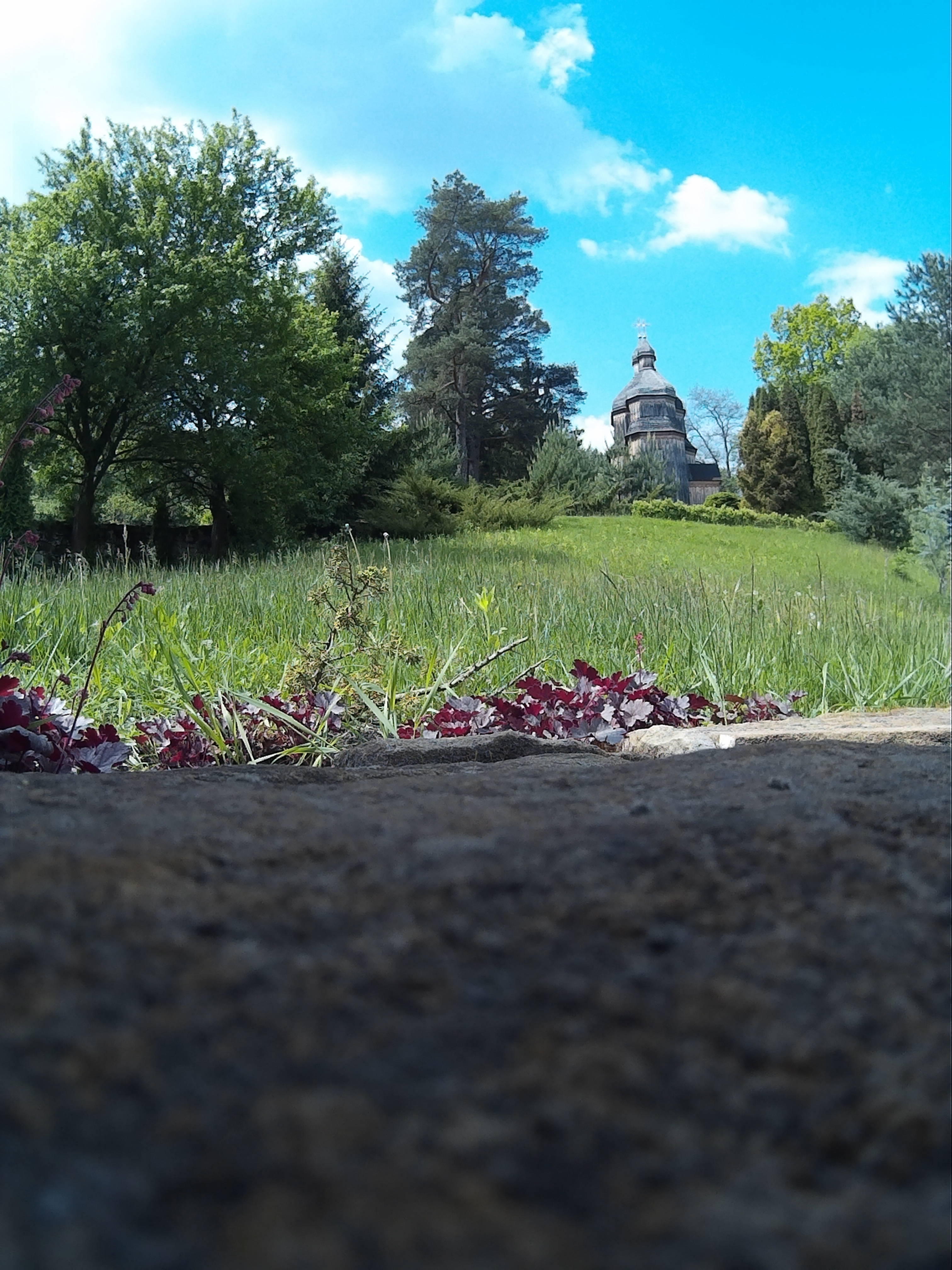
Дорога до храму
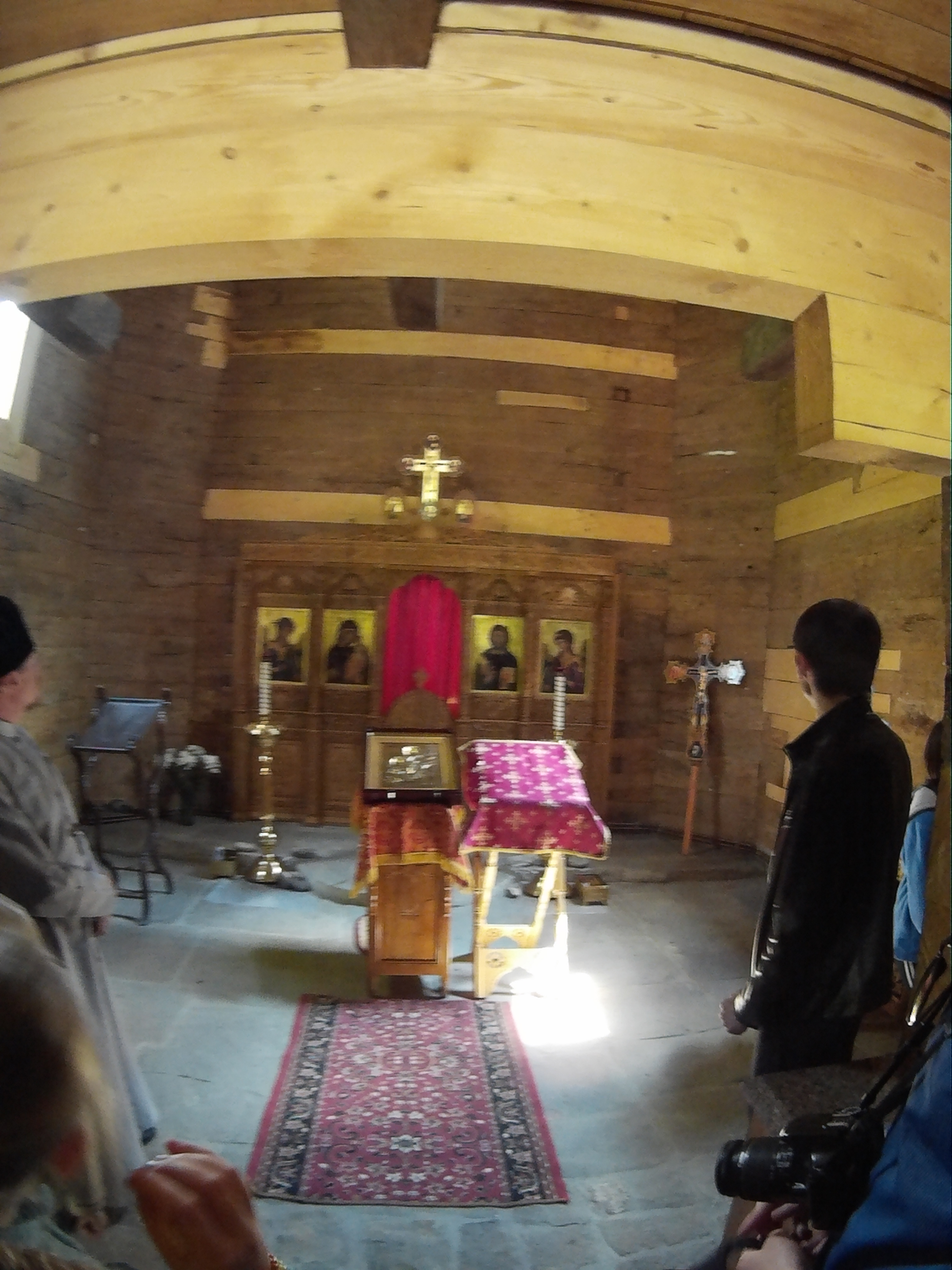
Всередині церкви
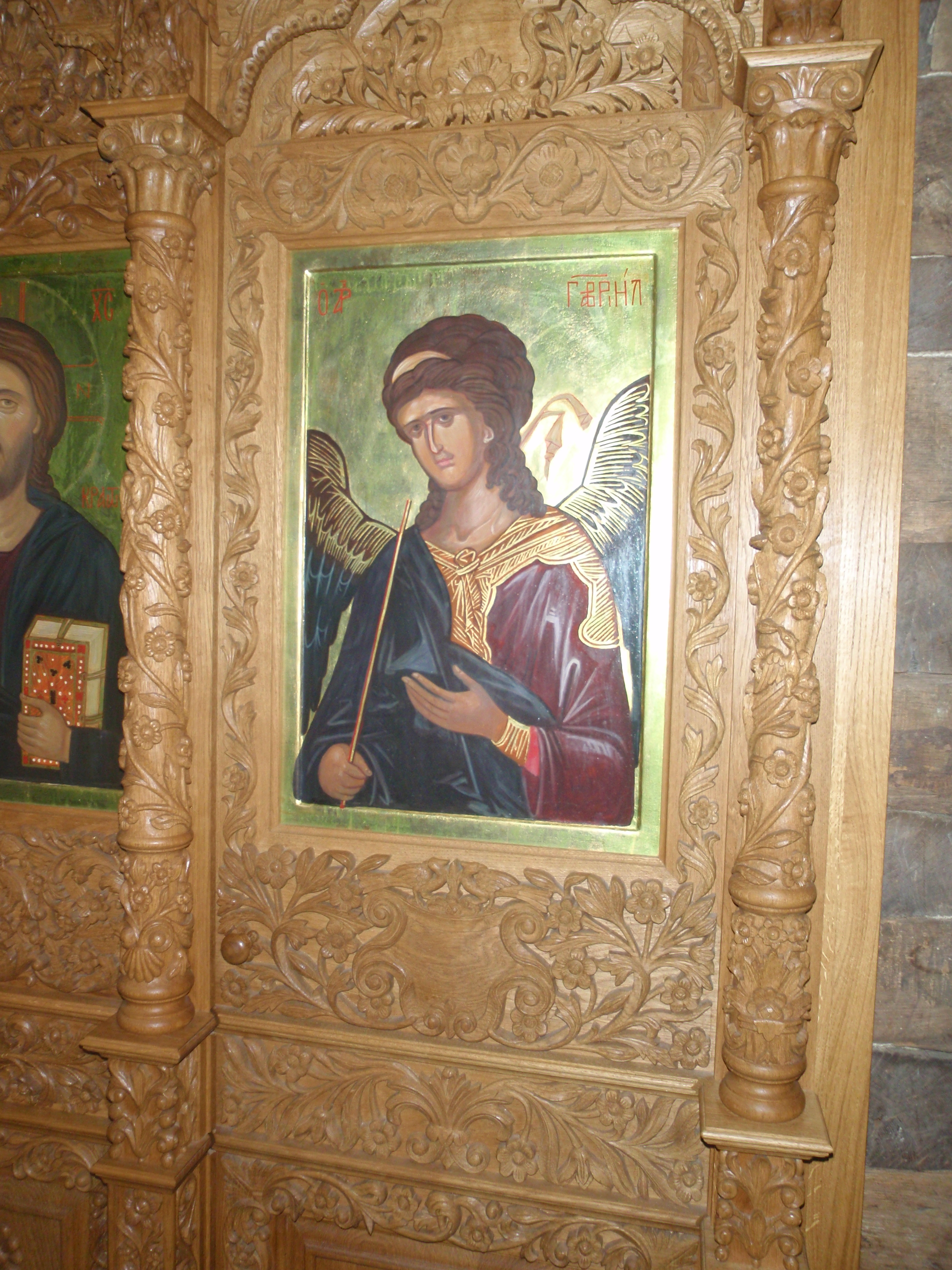
Ікона
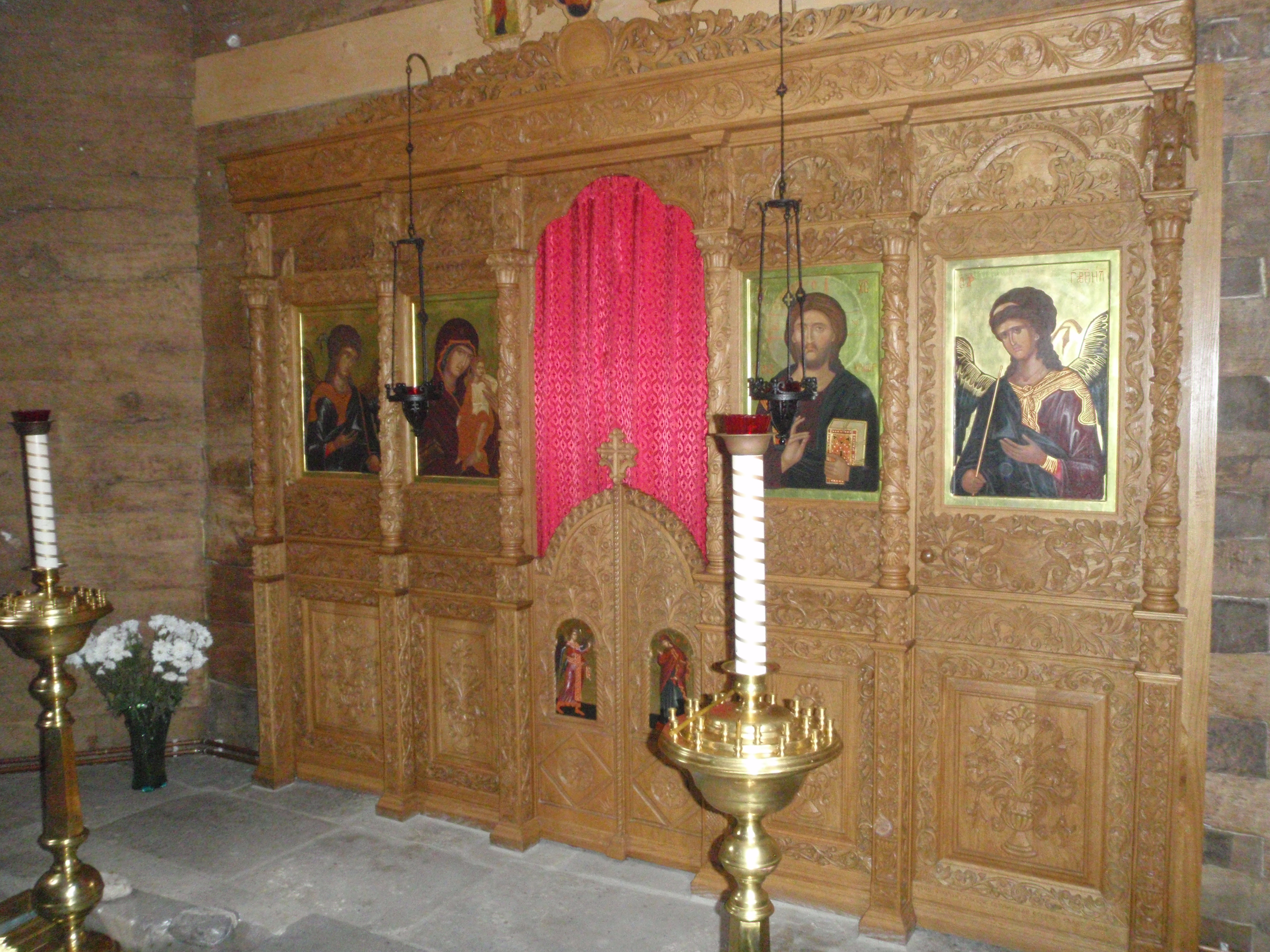
Іконостас
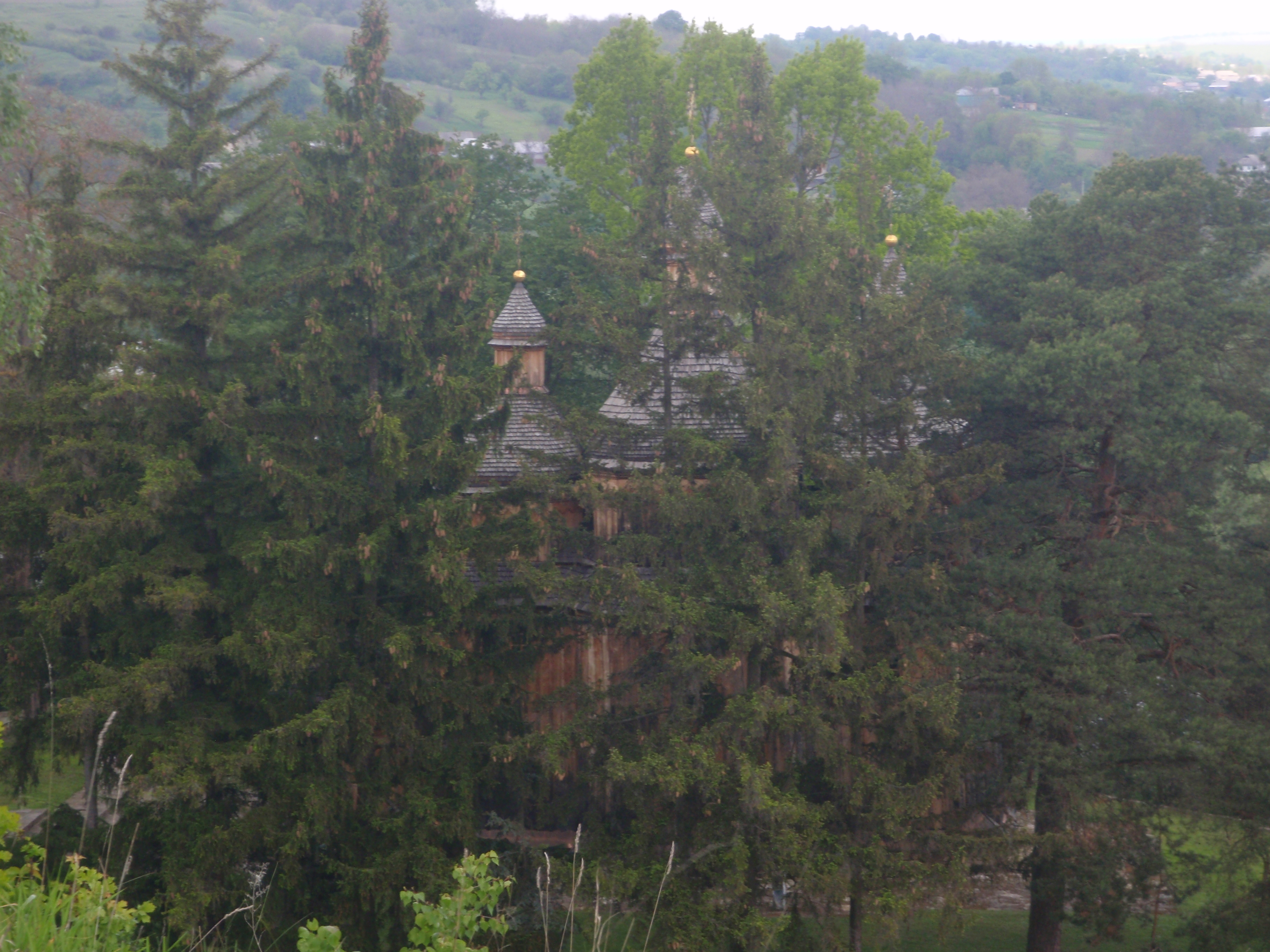
Вид з гори
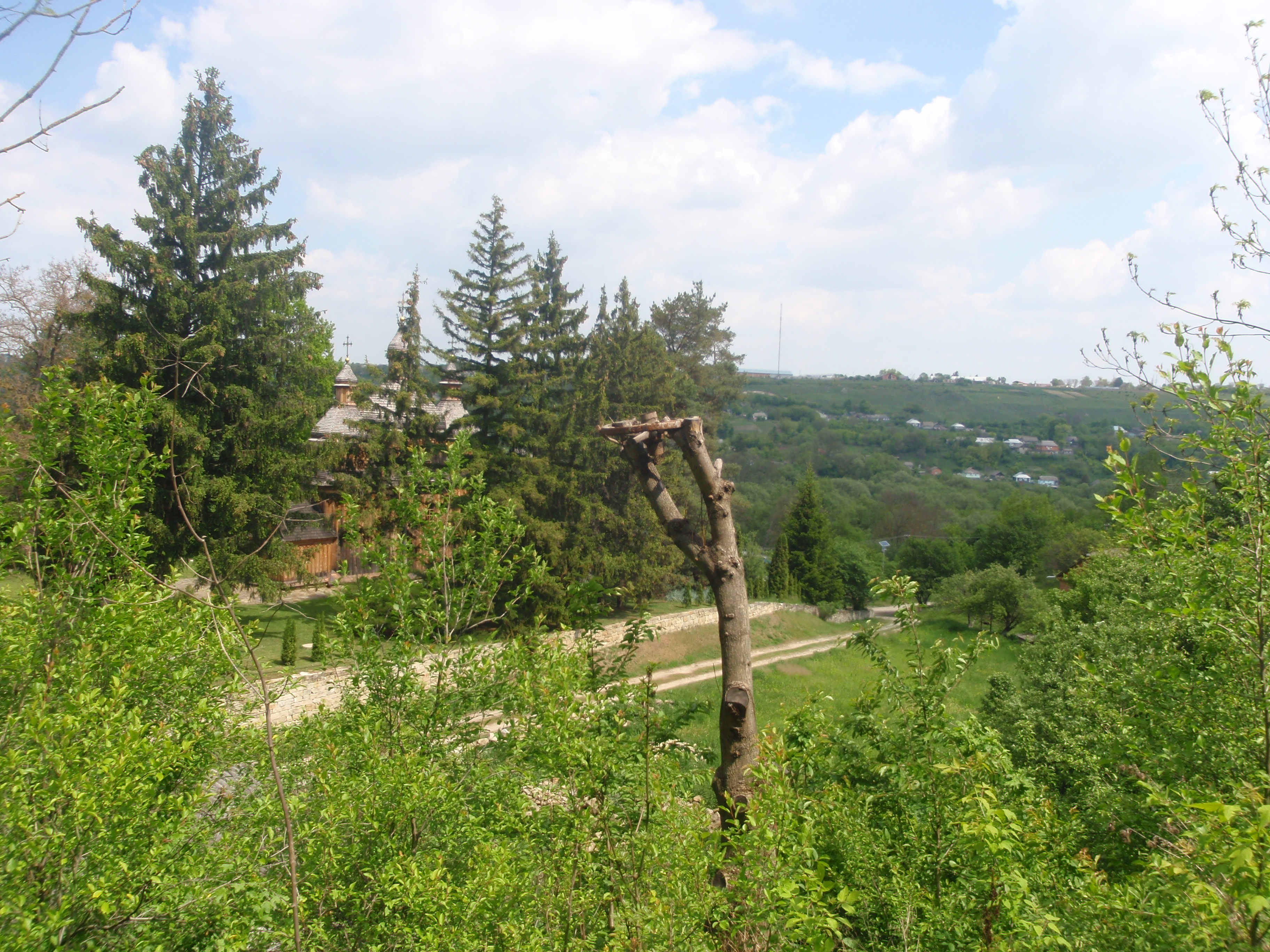
Гніздо?
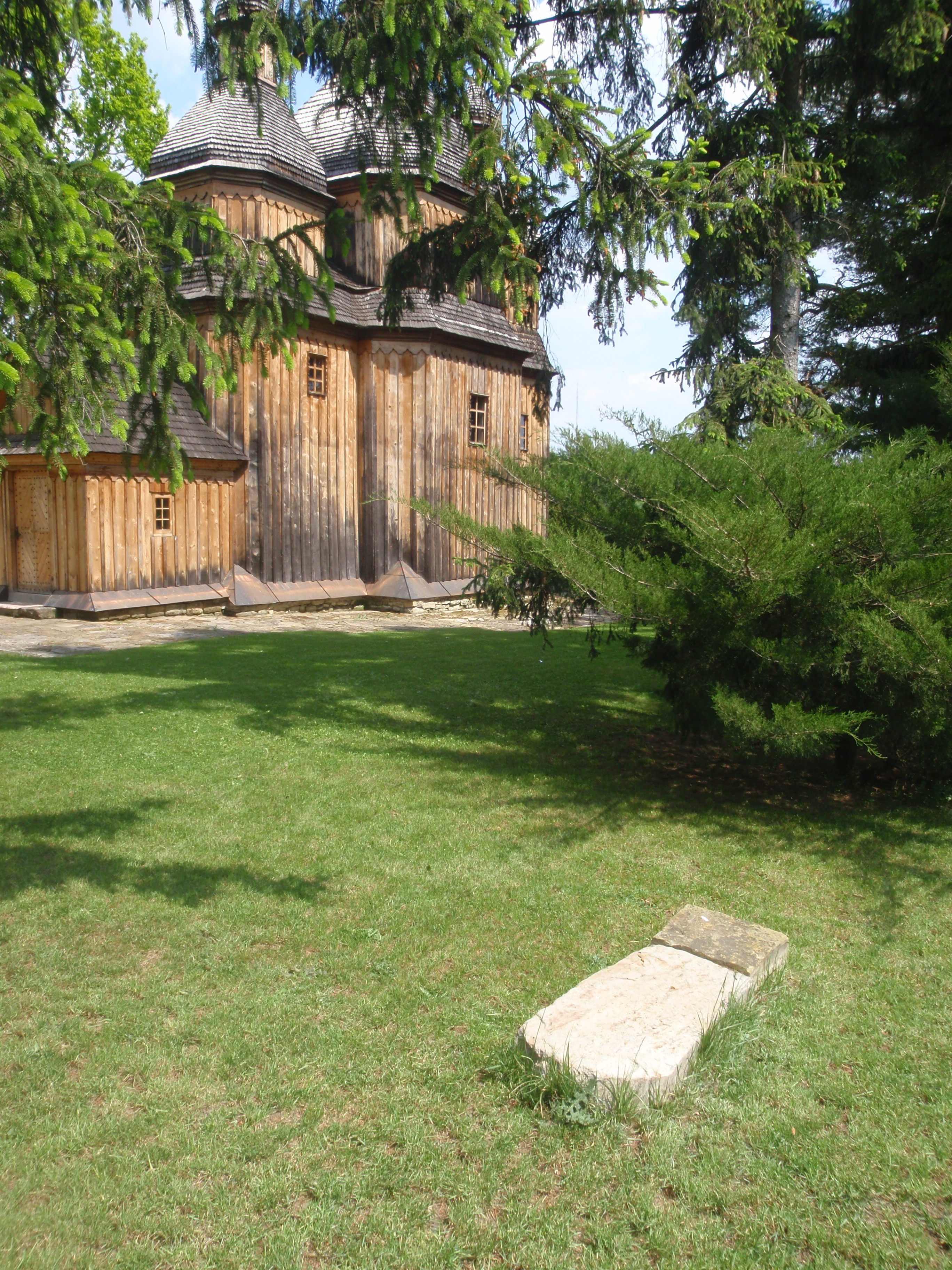
Церква святого Михаїла Архангела (Зіньків)
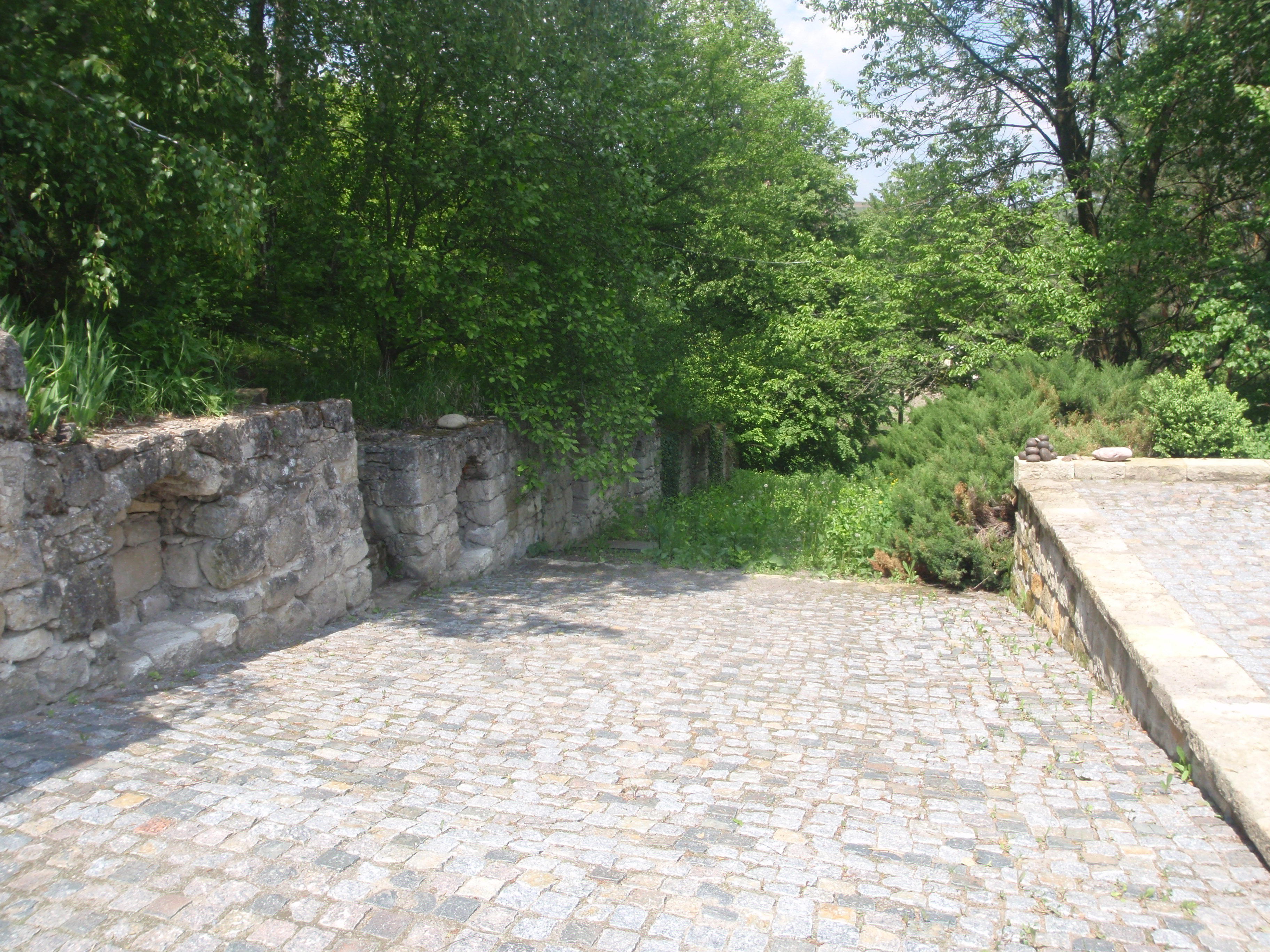
Дорога в нікуди
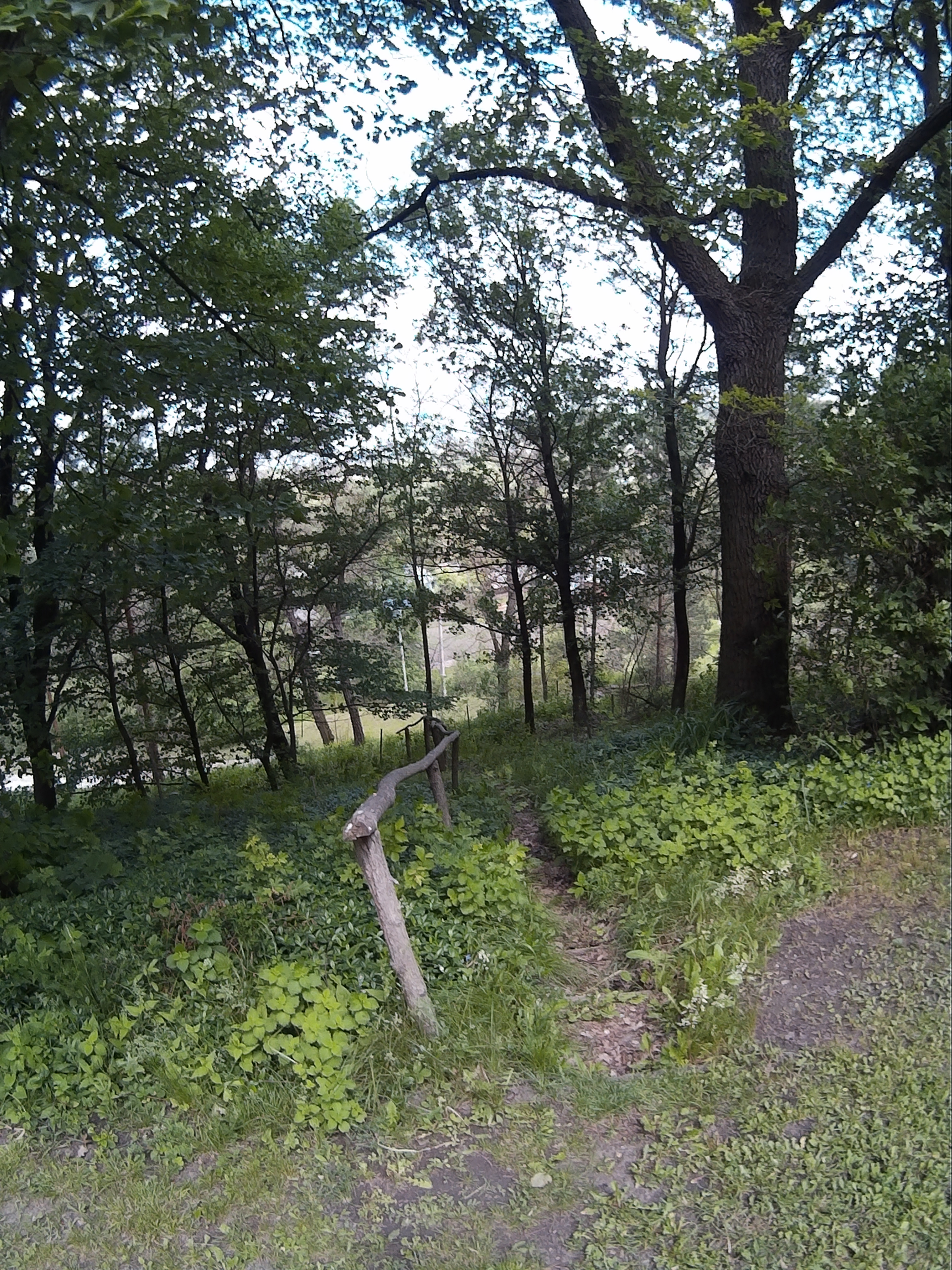
Stairway to Heaven
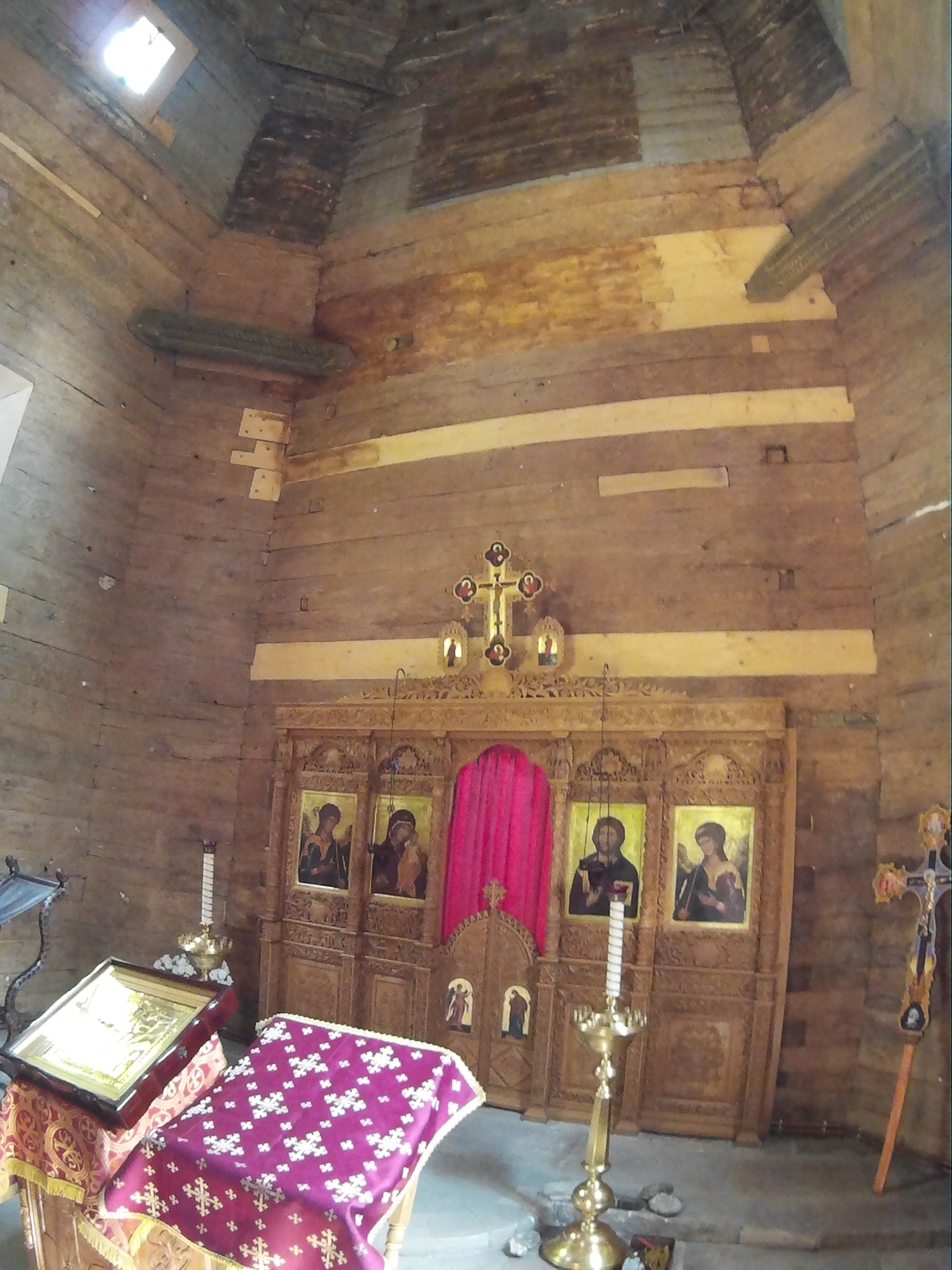
Всередині церкви
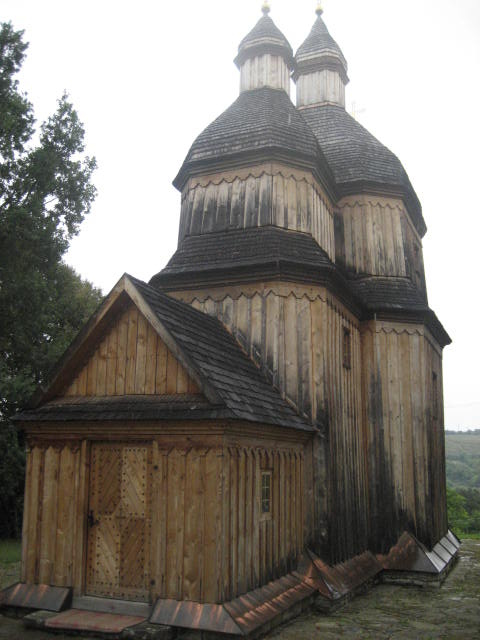
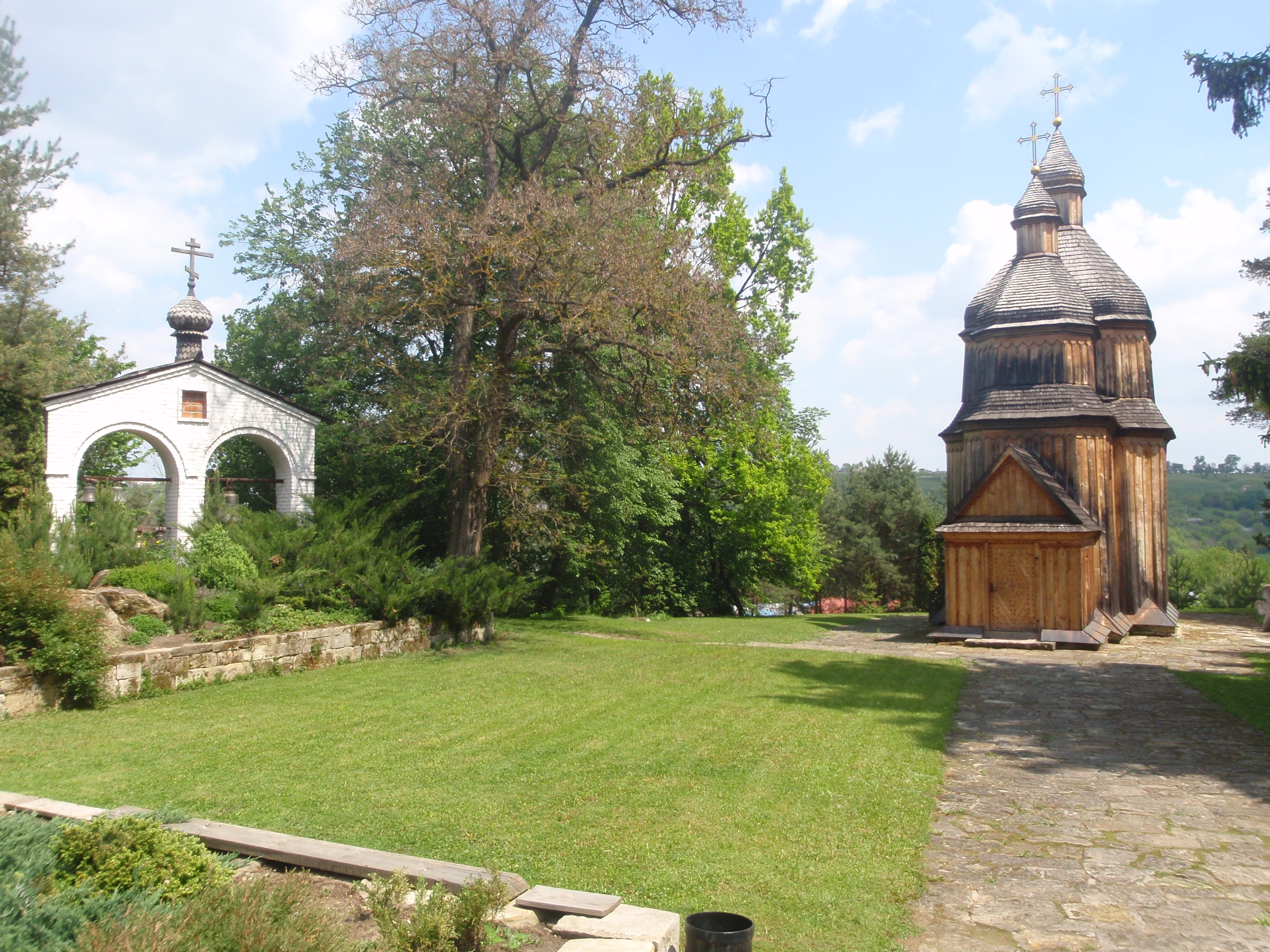
Площа перед церквою
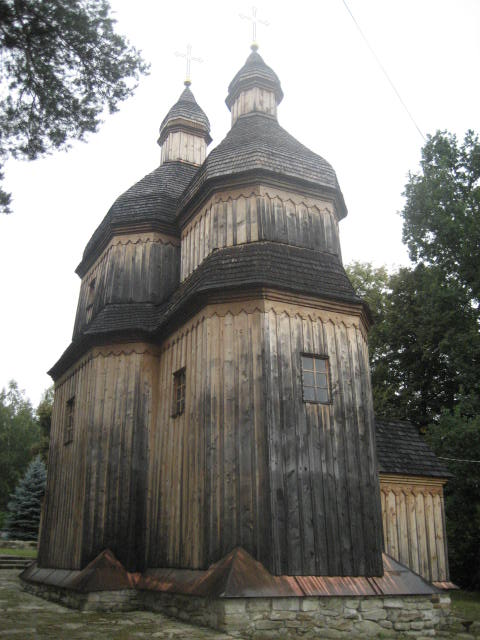
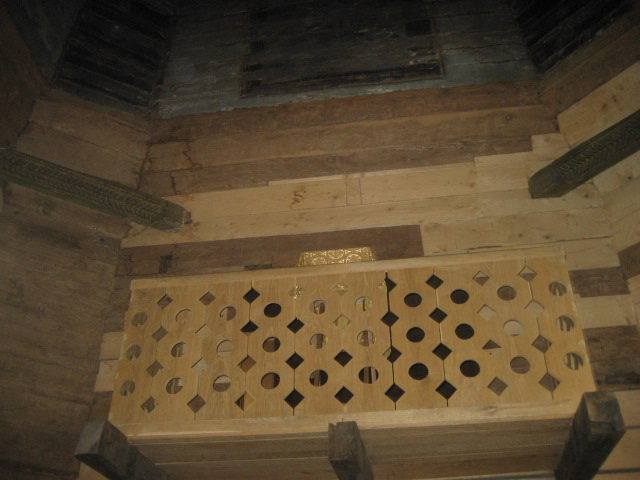
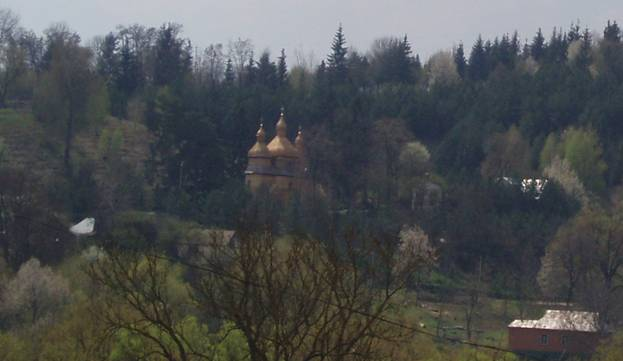
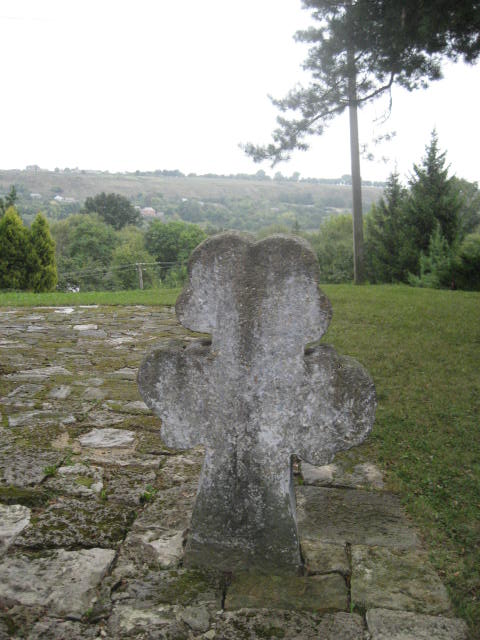
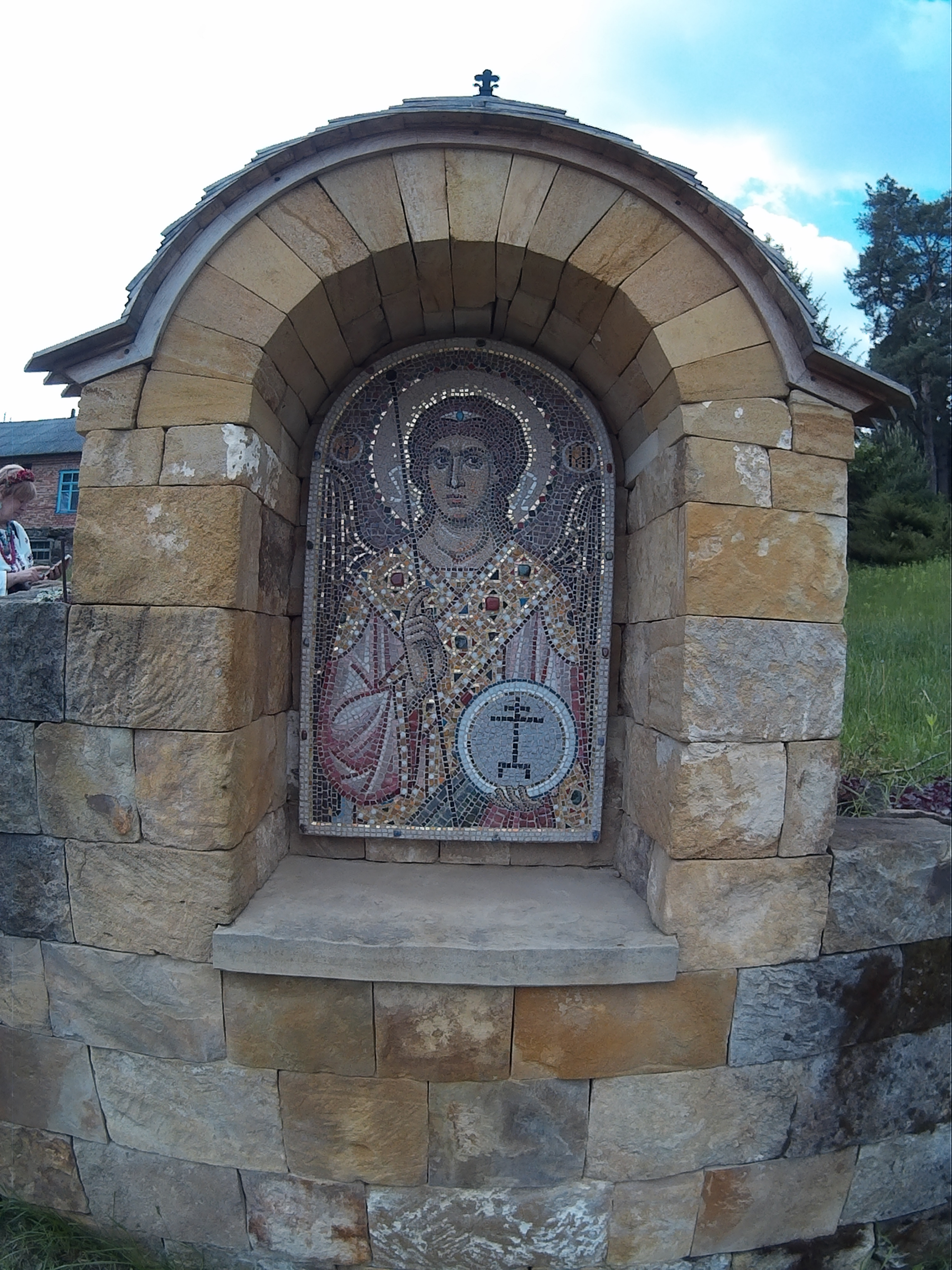
Паркан храму

## Виноски
1. ↑  Іоаннобогословська церква, 1839–1862 рр. // Памятники градостроительства и архитектуры Украинской ССР. в 4-х томах (за ред. Жарікова Н. Л.), К.: «Будивэльнык», 1983–1986 (електронна версія), Том 4, стор. 196 (рос.)
2. ↑  Зінченко А. Л. МИХАЙЛІВСЬКА ЦЕРКВА, Свято-Михайлівська церква в с. Зіньків // Енциклопедія історії України / Редкол.: В. А. Смолій (голова) та ін. НАН України. Інститут історії України. — К. : Наукова думка, 2009. — Т. 6: Ла-Мі. — 790 с., стор. 688
3. ↑  Таран Людмила «Виступали козаченьки з міста із Зінькова». На мандрівників у відомому із пісні селі на Хмельниччині чекають руїни старої фортеці, храми, музей, декорації до фільму та… чорна ковбаса. // «Україна Молода» № 133 за 22 липня 2010 року